# Pomatomus saltatrix
La anjova, anchoa, anchova de banco o pez azul es la especie Pomatomus saltatrix, la única del género Pomatomus que a su vez es el único de la familia pomatómidos (latín Pomatomidae), son una familia de peces frecuentemente incluidos en la familia de los carángidos (Carangidae). 
Es un pez pelágico marino que se encuentra distribuido alrededor del mundo en aguas templadas y subtropicales, excepto en el norte del océano Pacífico. Es apreciado gastronómicamente y popular en la pesca deportiva.

## Descripción
Es un pez moderadamente proporcionado, con una cola ancha y bifurcada. La primera espina dorsal de la aleta esta normalmente plegada en una ranura, igual que sus aletas pectorales. La coloración dorsal es verde azulado grisáceo, perdiendo el color a blanco en los lados de abajo. Tiene una única fila de dientes en cada mandíbula, que son uniformes en tamaño, filosos y afilados como cuchillas. Normalmente tienen un tamaño de entre 18 cm hasta uno mucho mayor, a veces alcanzando tanto como 18 kg, aunque los ejemplares que pesan más de 9 kg son excepcionales.

## Distribución

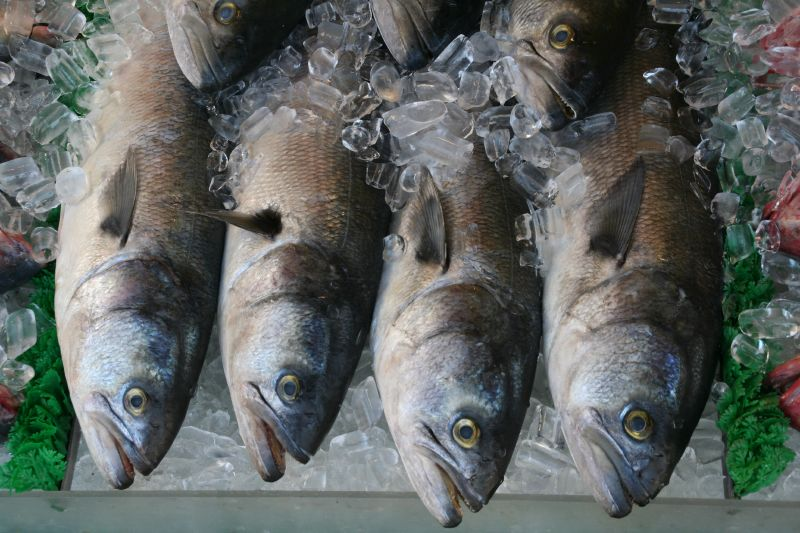
Ejemplares de Anjova para venta.

Está ampliamente distribuida alrededor del mundo, en aguas tropicales y subtropicales. Se encuentran en aguas pelágicas en gran parte de las plataformas continentales a lo largo del este de América (aunque no entre el sur de Florida y el norte de Sudamérica), África, el mar Mediterráneo y el Mar Negro (y durante la migración entre ambos), el sureste asiático y Australia. Se encuentran en una variedad de hábitats costeros: encima de la balda occidental, en aguas activas cerca de playas de fuerte oleaje, o en promontorios rocosos. También habitan en estuarios y se adentran en aguas salobres. Periódicamente, abandonan las costas y migran en bancos a través de mar abierto.

## Ciclo vital
Los adultos miden normalmente entre 20 y 60 cm, con un máximo documentado de 120 cm y 14 kg. Se reproducen durante la primavera y el verano, y pueden vivir hasta 9 años. Los alevines forman parte del zooplacton y están en gran medida a merced de las corrientes. Tal y como ocurre con la mayoría de peces marinos, sus hábitos de desove no son bien conocidos.

## Alimentación
Son peces de actividad principalmente diurna, fuertes y agresivas, y viven en grupos sueltos. Son rápidos nadadores que se alimentan de bancos de peces pasto, y continúan atacándoles con frenesí incluso cuando ya están saciados. Dependiendo del lugar y estación, prefieren arenques y otros peces similares a la sardina (Clupeidae), verdeles (Scombridae), roncos (Haemulidae), boquerones (Engraulidae), gambas y calamares. Practican el canibalismo y a menuda comen alevines de su propia especie. La anjova a veces persigue a sus presas en la superficie, atacando a los bancos en aguas muy poco profundas, batiendo el agua.
A la vez, las anjovas son presa de depredadores más grandes en todas las etapas de su ciclo vital. Cuando son jóvenes, caen víctima de una gran variedad de depredadores oceánicos, incluyendo el róbalo rayado, pescados azules más grandes, platija, pescadilla, atún, tiburones, rayas y delfines. De adultos, son presa de atunes, tiburones, peces vela, focas, leones marinos, delfines, marsopas y muchas otras especies.

## Interés deportivo y comercial

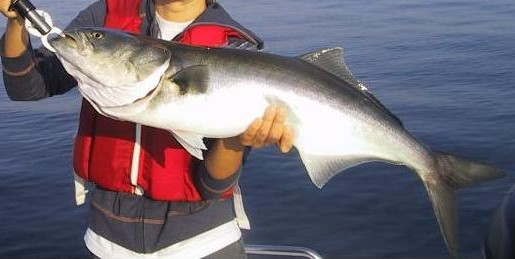
Anjova pescada en Estados Unidos.

Es muy apreciada como pez para pesca deportiva (y gastronómicamente en algunos lugares) que ha sido objeto de una sobrepesca a lo largo de las pesquerías mundiales de esta especie.

## Ataques a humanos
Las anjovas deben ser manejadas con precaución debido a su habilidad para morder manos desprevenidas. Algunos pescadores han sido heridos de gravedad, y llevar guantes puede ser de ayuda. No es recomendable vadear o nadar entre bancos de anjovas alimentándose. 
En julio de 2006, una niña de 7 años fue atacada en una playa cerca de la ciudad española de Alicante, supuestamente por una anjova.
En agosto de 2019, una bañista fue mordida en el pie, con sección de un tendón, en la playa del Rebollo de Elche, supuestamente también, por una anjova o pez golfar.
En julio de 2020, un bañista de 21 años fue atacado supuestamente por una anjova en la playa tarraconense de Tamarit. El supuesto ataque se produjo en los alrededores del delta del Río Gaià  coincidiendo con las aguas turbias de la mezcla río-mar.
En julio de 2025, una turista italiana de 85 años sufrió un mordisco en el gemelo izquierdo en ma Playa de Palma (Mallorca). Aunque inicialmente se sospechó que pudiera ser una mordida de tintorera, pez ballesta, o un ataque de manta raya, el experto en biodiversidad marina Aniol Marilles ofreció la hipótesis de que la agresión proviniera de una anjova.